# The Longest Journey
The Longest Journey es un videojuego del tipo aventura gráfica, también llamado point and click, desarrollado por la empresa noruega Funcom para la plataforma PC. Fue originalmente publicado por IQ Media Nordic en Noruega en 1999, y fue posteriormente lanzado en Francia, el Reino Unido, Estados Unidos, España, Alemania, Italia, Rusia, Bélgica, Holanda, Canadá, Dinamarca, Finlandia, Suecia, Polonia, y República Checa. 
Existen tres juegos de la saga The Longest Journey, el primero narra la historia de April Ryan, una estudiante de arte que empieza a tener visiones muy reales, las cuales la llevan a sumergirse en un mundo de fantasía totalmente diferente al suyo. La segunda parte se enfoca en la historia de Zoë Castillo y la desaparición de su novio, la búsqueda de este la lleva a descubrir el plan de una corporación por controlar, de alguna manera, los sueños y deseos de las personas. La última secuela, titulada  Dreamfall Chapters, salió al mercado en cinco capítulos publicados entre noviembre de 2014 y junio de 2016. Esta sigue la historia de Zoë y muestra un mundo futurista y algo desesperanzador.
La crítica elogió su enigmática y compleja trama y los altos valores de producción, aunque algunos de sus enigmas más oscuros fueron reseñados negativamente.

## Historia

### Sinopsis
El juego tiene lugar en los universos paralelos de Arcadia, un mundo regido por la magia, y Stark, un mundo regido por la ciencia y la tecnología. La protagonista, April Ryan, es una joven de 18 años de edad, estudiante de arte, que vive en Venice. Ella descubre que la línea entre los dos mundos es cada vez más delgada, causando caos en ambos lados. April también descubre que es una «viajadora», alguien capaz de caminar entre los dos mundos. Por ello le es encomendada la tarea de restablecer el equilibrio entre las dimensiones antes de que sea demasiado tarde.

## Banda sonora
La banda sonora, compuesta por Bjørn Arve Lagim y Tor Linløkken, salió en formato álbum y está disponible para descarga. Consta de un total de 36 canciones en la versión disponible en Internet, con hasta 72 minutos de música. Así mismo, se puede comprar una versión en CD en la tienda de Funcom, pero esta versión solo contiene 30 canciones. Hay sin embargo, una canción que no está disponible en la versión de Internet. El orden y nombre de las canciones son también diferentes.

## Recepción
The Longest Journey fue bien recibido por la prensa dedicada a videojuegos. GameSpot lo consideró «uno de los mejores juegos de aventuras vistos en años» y aplaudió la «compleja e interesante historia» aunque encontró que «el epílogo es insuficiente para concluir la historia». IGN dijo del juego que «reinventa el modo en que se cuentan las historias» y destacó el contenido para adultos, incluyendo «materia dura, y bastante tiempo maldiciendo». Algunos de los puzles fueron descritos como vanos, pero en el juego entero «se ajusta al genero y lo lleva más lejos». La versión Norteamericana de PC Gamer alabó la «madura y mágica» historia, los «suntuosos» gráficos y los puzles del juego. La única crítica negativa realizada por la revista fue que algunas partes del juego podían resultar «demasiado tensas» para los jugadores más jóvenes. The Longest Journey posteriormente ganó el premio al mejor Juego de Aventuras del año en ambos sitios.

A mediados de 2002, el juego había vendido en torno a 450,000.